# Faenza
Faenza – miasto i gmina we Włoszech, w regionie Emilia-Romania, w prowincji Rawenna.
W miejscowości znajduje się stacja kolejowa Faenza.
Według danych na rok 2023 gminę zamieszkiwało 58 737 osób, 272,2 os./km².
Od średniowiecza miasto słynne jest z wyrobów fajansowych, które od nazwy miasta wywodzą swoją nazwę.

## Zabytki
- Piazza del Popolo, przy którym znajdują się dwa pałace Palazzo del Podestà (XII wiek) i Palazzo del Municipio (XIII – XV wiek);
- XV-wieczna katedra, zbudowana według projektu florenckiego architekta Giuliana da Maiano

## Osobistości
- Philip Faber z Faenzy (1564-1630) – włoski teolog i filozof, franciszkanin, komentator Dunsa Szkota; urodził się w jednym z rejonów Faenzy, w Spinata di Brisighella.
- Battista z Faenzy (1497-1562) – brat mniejszy kapucyn, autor dzieła duchowego Invito spirituale; pochodził z rodu Galli Castelli, dowódca wojsk piechoty księcia Urbino Francesco della Rovere, a następnie zakonnik[1].
- Laura Pausini ur. 1974 w Solarolo, włoska piosenkarka i kompozytorka.

## Miasta partnerskie
- Austria: Gmunden
- Grecja: Marusi
- Francja: Bergerac
- Chorwacja: Rijeka
- Niemcy: Schwäbisch Gmünd
- Hiszpania: Talavera de la Reina
- Rumunia: Timișoara
- Japonia: Toki